# Palacio de Deportes de Granollers
El Palacio Olímpico Granollers (en catalán, Palau Olimpic de Granollers) es un pabellón deportivo en la ciudad catalana de Granollers. Es la casa del equipo de balonmano de la liga ASOBAL Club Balonmano Granollers. Está gestionado por el Ayuntamiento de Granollers.

## Historia
Fue inaugurado en julio de 1991 bajo diseño del arquitecto Pep Bonet con motivo de la celebración del torneo de balonmano de los XXV Juegos Olímpicos (a excepción de las finales que se realizaron en el Palau Sant Jordi). 
A lo largo de su historia, el Palau ha visto muchos torneos regionales, nacionales e internacionales en los que el Club Balonmano Granollers siempre ha jugado un papel central.

## Instalaciones
La pista principal del palacio sirve para organizar los encuentros del equipo de balonmano catalán. Además cuenta con una pista anexa diseñada para el calentamiento de los jugadores antes de los encuentros, las oficinas del Servicio de Deportes del Ayuntamiento de Granollers, dos pistas de squash, un centro de medicina deportiva y varias pistas descubiertas para la práctica del balonmano y mini-balonmano.

## Características

### Presupuesto
- Ayuntamiento de Granollers: 500 000 000 pts
- Diputación de Barcelona: 500 000 000 pts
- Generalidad de Cataluña: 500 000 000 pts
- COOB'92: 380 000 000 pts

- Total: 1880 000 000 pts

### Superficie
- Superficie total urbanizada: 26 607 m²
  - Superficie pabellón deportivo: 13 296 m²
  - Superficie anexo: 3308 m²
  - Superficie urbanización exterior: 10 607 m²

### Capacidad
- Gradería fija: 3899 localidades
  - Asientos espectadores: 3545 localidades
  - Tribunas: 216 localidades
  - Prensa: 192 localidades
  - VIPs: 33 localidades

- Gradería móvil: 1308 localidades

- Total: 5207 localidades

- Datos: Q3434471
- Multimedia: Palau d'Esports de Granollers / Q3434471